# Властелин колец: Охота на Голлума
«Властелин колец: Охота на Голлума» (англ. The Lord of the Rings: The Hunt for Gollum) — будущий приключенческий фильм в жанре эпического фэнтези режиссёра Энди Серкиса, спин-офф «Властелина колец». Главную роль в нём сыграет сам Серкис. Премьера картины запланирована на 2027 год.

## Сюжет
Действие фильма будет происходить в Средиземье — мире, который придумал Джон Р. Р. Толкин. Главным героем станет Смеагол/Голлум — хоббит, ставший жертвой Кольца Всевластия. Предположительно сюжет будет примерно тот же, что и в любительском короткометражном фильме 2009 года: эльфы и дунэдайн будут пытаться поймать Голлума. В этом случае действие будет происходить между событиями, показанными во вступительной части «Братства кольца», и основной частью кинотрилогии, то есть между днём рождения Бильбо Бэггинса и отъездом Фродо со спутниками из Шира. В фильме могут появиться Арагорн, Гэндальф, Леголас и Трандуил.
Генеральный директор Warner Bros. Дэвид Заслав рассказал в мае 2024 года, что в сценарии будут разработаны новые сюжетные линии. При этом один из продюсеров Питер Джексон заверил, что картина будет выдержана в духе книг Толкина.

## В ролях
- Энди Серкис — Голлум (Смеагол)

## Производство
В феврале 2023 года стало известно, что Warner Bros. планирует создать несколько фильмов по мотивам книг Дж. Р. Р. Толкина, спин-оффов «Властелина колец», и уже заключила соответствующую сделку с наследниками писателя. В мае 2024 года появились новости о работе над первым из этих фильмов. Режиссёром проекта стал Энди Серкис, и он же сыграет главного героя — Голлума. Исполнительными продюсерами стали Филиппа Бойенс, Питер Джексон и его жена Фрэн Уолш, причём Джексон (режиссёр оригинальной трилогии) намерен активно участвовать в работе над спин-оффом на всех стадиях. Премьера картины была запланирована на 2026 год, но потом её перенесли на 17 декабря 2027 года. Сценарий фильма пишут Бойенс, Уолш, Фиби Гиттинс и Арти Папагеоргиу.
Учитывая сюжет картины, на экране могут появиться Вигго Мортенсен, Иэн Маккеллен, Ли Пейс и Орландо Блум. Впрочем, существует вероятность того, что соответствующие роли получат более молодые актёры. В сентябре 2024 года Маккеллен рассказал, что ему предложили играть Гэндальфа в «ещё нескольких фильмах»; предположительно речь идёт в том числе об «Охоте на Голлума».
Серкис прокомментировал новости о начале работы над фильмом словами: «Да, моя прелес-с-с-ть».

## Восприятие
Новости о начале работы над фильмом вызвали неоднозначную реакцию. Так, главный редактор сайта «Мир фантастики» Александр Гагинский написал, что оценивает затею «с большим скепсисом»: он не ждёт высокого качества от режиссёра Серкиса и от сценаристов Фиби Гиттинс и Арти Папагеоргиу, не видит перспектив в сюжете о Голлуме. Для Гагинского создание такой картины выглядит как «выдаивание франшизы», «откровенная попытка заработать на крупицах авторских прав и ностальгии».